# 岡山県道・鳥取県道118号加茂用瀬線
岡山県道・鳥取県道118号加茂用瀬線（おかやまけんどう・とっとりけんどう118ごう かももちがせせん）は、岡山県津山市から鳥取県鳥取市に至る一般県道である。

## 概要
岡山県津山市加茂町河井から鳥取県鳥取市用瀬町安蔵に至る。

### 路線データ
- 起点：岡山県津山市加茂町河井（岡山県道・鳥取県道6号津山智頭八東線交点）
- 終点：鳥取県鳥取市用瀬町安蔵（安蔵交差点、国道53号交点）
- 未開通区間：岡山県津山市阿波 - 鳥取県鳥取市用瀬町江波

## 地理

### 通過する自治体
- 岡山県
  - 津山市
- 鳥取県
  - 鳥取市

### 交差する道路
| 交差する道路                                 | 都道府県名 | 市町村名 | 交差する場所 | 交差する場所      |
| -------------------------------------------- | ---------- | -------- | ------------ | ----------------- |
| 岡山県道・鳥取県道6号津山智頭八東線          | 岡山県     | 津山市   | 加茂町河井   | 起点              |
| 鳥取県道303号大高下口波多線未供用 林道落合線 | 岡山県     | 津山市   | 阿波         |                   |
| 岡山県道・鳥取県道117号鱒返余戸線            | 岡山県     | 津山市   | 阿波         |                   |
| 未開通区間                                   |            |          |              |                   |
| 国道53号 国道373号 重複                      | 鳥取県     | 鳥取市   | 用瀬町安蔵   | 安蔵交差点 / 終点 |

### 交差する鉄道
- 因美線

### 沿線
- JR西日本因美線
  - 美作河井駅（起点付近）
  - 因幡社駅（終点付近）
- 津山警察署 阿波駐在所
- 阿波郵便局
- 鱒返りの滝